# Cista Provo
Cista Provo – wieś w Chorwacji, w żupanii splicko-dalmatyńskiej, w gminie Cista Provo. W 2011 roku liczyła 469 mieszkańców.